# Ennio Antonelli
Ennio kardinál Antonelli (* 18. listopadu 1936, Todi) je italský katolický kněz, bývalý arcibiskup ve Florencii a Perugii, předseda Papežské rady pro rodinu v letech 2008 až 2012, kardinál.

## Kněz a biskup
Studoval v semináři v Todi, Assisi a v Římě, na Papežské Lateránské univerzitě a také na univerzitě v Perugii. Získal doktorát z filozofie a literatury. 2. dubna 1960 přijal kněžské svěcení. Ve své rodné diecézi Todi působil jako kaplan, byl také profesorem v semináři v Perugii a Assisi. Byl rovněž asistentem Asociace katolických učitelů a Hnutí učitelů katolické akce.
V květnu 1982 byl jmenován biskupem v Gubbio, biskupské svěcení přijal 29. srpna 1982. V říjnu 1988 se stal arcibiskupem v Perugii, na tuto funkci rezignoval v květnu 1996 poté, co byl jmenován sekretářem Italské biskupské konference. 21. března 2001 přešel do Florencie, když ho Jan Pavel II. jmenoval zdejším metropolitou. Svoji arcidiecézi označoval jako kraj, který v poslední době zažil vlnu sekularizace.

## Kardinál a předseda Papežské rady pro rodinu
Kardinálský biret přijal od Jana Pavla II. při svém jmenování kardinálem 21. října 2003. Dne 7. června 2008 se stal rozhodnutím Benedikta XVI. předsedou Papežské rady pro rodinu. Ve své funkci se mj. podílel na organizaci Světového setkání rodin v Mexiku v lednu 2009. V únoru 2009 navštívil Prahu, kde se zúčastnil zahájení výstavy „Svatý Václav – ochránce České země“ a vystoupil na konferenci s tématem „Rodičovská péče o děti a politika zaměstnanosti“. V závěru roku 2009 se zúčastnil mezinárodního setkání na podporu rodin v Madridu, kde patřil mezi půl milionů jeho účastníků.
| „ | Na rodinu je třeba hledět z perspektivy dítěte. Dnes se na ni příliš často pohlíží z hlediska dospělých a jejich tužeb, které jsou proměnlivé a nezřídka egoistické. | “ |
| — z poselství účastníkům Týdne za práva rodiny, zahájeného kongresem v Salernu u Neapole 11. května 2011 | |   |

Jeho poslední velkou akcí, na které se jako předseda rady podílel, bylo světové setkání rodin v Miláně začátkem června 2012. 26. června 2012 papež Benedikt XVI. přijal jeho rezignaci vzhledem k dovršení kanonického věku. Jeho nástupcem ve funkci se stal arcibiskup Vincenzo Paglia.